# Charles Schultze

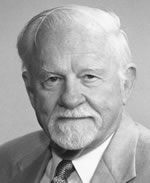
Charles Schultze

Charles Louis Schultze (* 12. Dezember 1924 in Alexandria, Virginia; † 27. September 2016 in Washington, D.C.) war ein US-amerikanischer Wirtschaftswissenschaftler und Hochschullehrer, der sowohl Direktor des Office of Management and Budget als auch Vorsitzender des Council of Economic Advisers war.

## Leben
Nach dem Besuch der Gonzaga College High School in Washington, D.C. studierte Schultze Wirtschaftswissenschaft an der Georgetown University und erwarb dort zunächst 1948 einen Bachelor of Arts (B.A. Economics) und dann 1950 einen Master of Arts (M.A. Economics). Bereits während seines Studiums gehörte er 1952 und erneut von 1954 bis 1958 zum Mitarbeiterstab des Council of Economic Advisers.
Während seiner Tätigkeit als Lecturer an der Indiana University zwischen 1959 und 1961 erwarb er 1960 auch einen Philosophiae Doctor (Ph.D. Economics) an der University of Maryland. Anschließend übernahm er 1961 eine Professur für Wirtschaftswissenschaft an der University of Maryland und lehrte dort bis 1987.
Nachdem er zunächst 1962 stellvertretender Direktor und anschließend von Januar 1965 bis Januar 1967 Direktor des Office of Management and Budget (OMB) war, war er von 1968 bis 1977 auch Senior Fellow der Brookings Institution.
Zwischen 1977 und 1981 war er Vorsitzender des Council of Economic Advisers und damit einer der engsten wirtschaftspolitischen Berater von Präsident Jimmy Carter.
Nach Beendigung dieser Tätigkeit kehrte er 1981 zur Brookings Institution zurück und war bis 1987 wieder Senior Fellow. Schultze, der 1969 in die American Academy of Arts and Sciences gewählt wurde und auch Fellow der National Association for Business Economics wurde, war 1984 außerdem gewählter Präsident der American Economic Association. Zuletzt war er zwischen 1987 und 1990 Direktor für Wirtschaftsstudien der Brookings Institution und veröffentlichte zahlreiche Aufsätze in Fachzeitschriften wie The American Economic Review sowie einige Fachbücher.
Darüber hinaus war er Mitglied des Economic Advisory Board des in New York City ansässigen Private-Equity-Unternehmens Warburg Pincus.

## Veröffentlichungen
- Economic Choices 1987 (Brookings, 1986)
- Other Times, Other Places (Brookings, 1986).
- Barriers to European Growth: A Transatlantic View, Mitautor Robert Z. Lawrence (Brookings, 1987)
- American Living Standards: Threats and Challenges, Mitherausgeber Robert Z. Lawrence und Robert E. Litan (Brookings, 1988)
- An American Trade Strategy: Options for the 1990s, Mitherausgeber Robert Z. Lawrence (Brookings, 1990)
- Setting Domestic Priorities: What Can Government Do?, Mitautor Henry J. Aaron
- Memos to the President: A Guide through Macroeconomics for the Busy Policymaker (Brookings, 1992)